# Campagne (Dordogne)
Campagne (okzitanisch Campanha) ist ein Ort und eine südwestfranzösische Gemeinde (commune) mit 418 Einwohnern (Stand 1. Januar 2022) in der alten Kulturlandschaft des Périgord im Département Dordogne in der Region Nouvelle-Aquitaine.

## Lage
Campagne liegt auf dem Ostufer der Vézère in einer Höhe von ca. 60 m ü. d. M. etwa 27 Kilometer (Fahrtstrecke) westlich von Sarlat-la-Canéda.

## Bevölkerungsentwicklung
| Jahr      | 1968 | 1975 | 1982 | 1990 | 1999 | 2006 | 2012 |
| Einwohner | 242  | 220  | 220  | 281  | 310  | 318  | 397  |

In der ersten Hälfte des 19. Jahrhunderts stieg die Einwohnerzahl des Ortes von zunächst etwa 570 auf annähernd 750 an. Die Reblauskrise im Weinbau und der Verlust von Arbeitsplätzen durch die Mechanisierung der Landwirtschaft haben seitdem zu einem kontinuierlichen Bevölkerungsrückgang geführt, der erst in den letzten Jahrzehnten einem leichten Anstieg zur Folge hatte.

## Wirtschaft
Bis in die heutige Zeit spielt die Landwirtschaft die größte Rolle im Wirtschaftsleben der Gemeinde: Der ehemals auch hier betriebene Weinbau ist jedoch nach der Reblauskrise gänzlich aufgegeben worden; Tabak und Mais sind ebenfalls auf dem Rückzug – stattdessen dominieren Felder und Weiden, aber auch Walnuss-, Eßkastanien- und Obstbäume die Region. Auch Gänseleberpastete und Trüffel zählen zu den regionalen Spezialitäten. Einige leerstehende Häuser werden als Ferienwohnungen (gîtes) vermietet.

## Geschichte
Eine Burg wird schon im 12. Jahrhundert erwähnt und die Existenz einer romanischen Kirche lässt auf eine mittelalterliche Siedlung in ihrer Umgebung schließen; im Verlauf des Hundertjährigen Krieges (1337–1453) wurde die alte Burg zerstört und später neu errichtet.

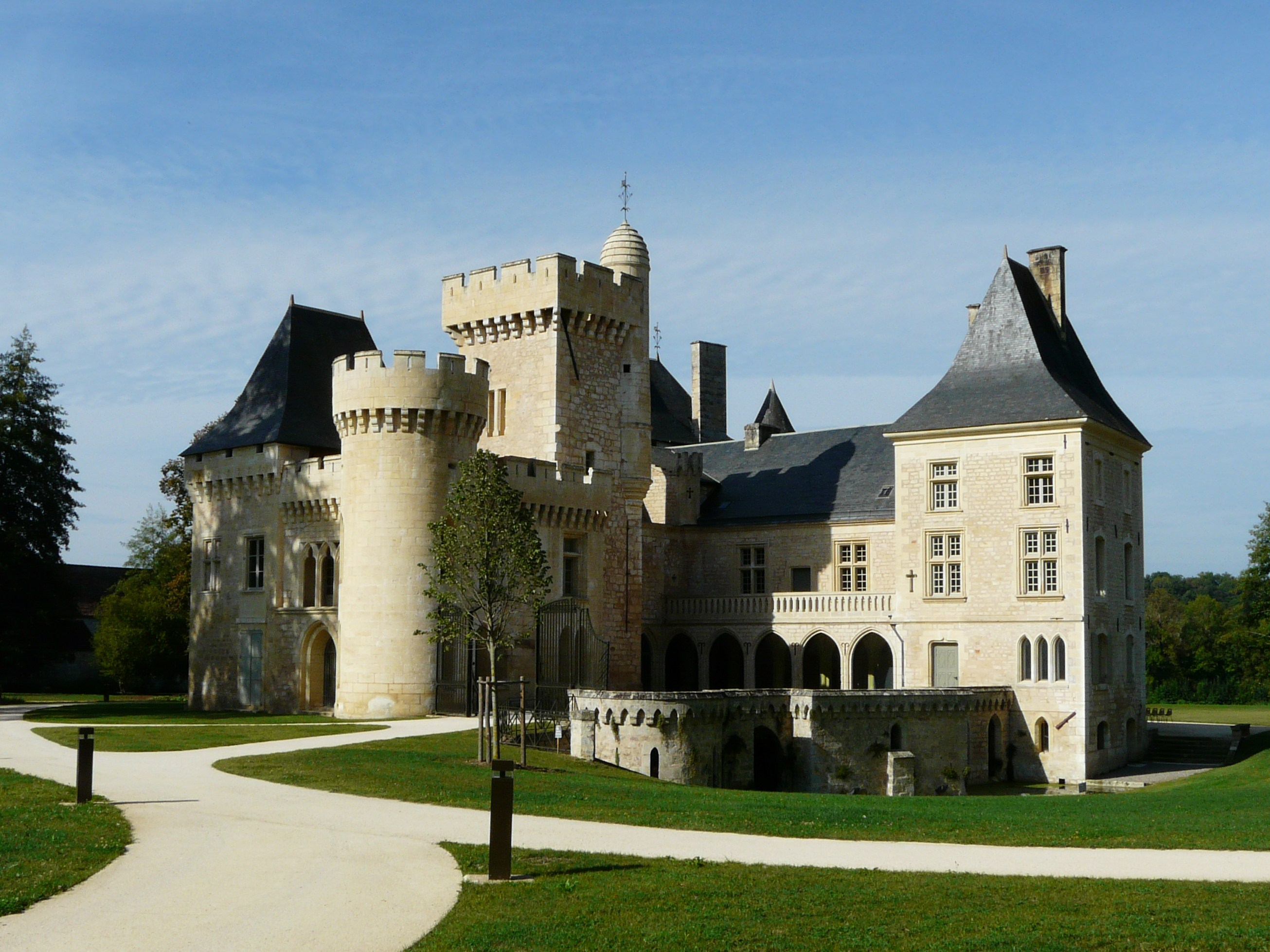
Château de Campagne

## Sehenswürdigkeiten
- Die Kirche Saint-Jean-Baptiste ist ein einschiffiger romanischer Bau des 12. Jahrhunderts, von dem im Wesentlichen die im Innern mit Blendarkaden geschmückte Apsis und der Vierungsbereich mit einer primitiv anmutenden Trompenkuppel erhalten sind. Die wehrhaft und schmucklos wirkende Westfassade ist von einem dreigeteilten Glockengiebel (clocher mur) mit einer dahinter befindlichen Glockenstube überhöht. Das romanische Langhaus wird von einem gotischen Rippengewölbe überspannt. Das Kirchengebäude wurde im Jahr 1949 als Monument historique[1] anerkannt.
- Das im Ortszentrum gelegene Château de Campagne befand sich lange Zeit im Besitz der Bischöfe von Bordeaux; der Bau wurde jedoch in der Zeit des Hundertjährigen Krieges zerstört. Der heutige Bau stammt aus dem 15. und 17. Jahrhundert und wurde in den Jahren 1854–1882 und 2008–2014 restauriert und modernisiert. Das im öffentlichen Besitz befindliche Schloss ist seit dem Jahr 2001 als Monument historique[2] eingestuft.
- Eine beim Felsen Roc de Marsal befindliche Grotte (44° 53′ 41″ N, 0° 58′ 41″ O) wurde ab 1953 und bis zu seinem Tod 1971 von dem Amateurarchäologen Jean Lafille untersucht; dabei fand er 1961 das nahezu vollständig erhaltene Skelett eines Neandertaler-Kindes, das heute im Musée National de Préhistoire in Les Eyzies-de-Tayac zu sehen ist.[3] Die Grotte ist seit dem Jahr 1989 als Monument historique[4] eingestuft.

## Belege
1. ↑  Église Saint-Jean-Baptiste, Campagne in der Base Mérimée des französischen Kulturministeriums (französisch)
2. ↑  Château, Campagne in der Base Mérimée des französischen Kulturministeriums (französisch)
3. ↑  Eintrag Roc de Marsal. In: Bernard Wood: Wiley-Blackwell Encyclopedia of Human Evolution. Wiley-Blackwell, 2011, ISBN 978-1-4051-5510-6.
4. ↑  Gisement en grotte du Roc de Marsal, Campagne in der Base Mérimée des französischen Kulturministeriums (französisch)